# Sulfato de hierro(III)
El sulfato de hierro(III), sulfato férrico, vitriolo de Marte, caparrosa marciana, pálido, geruclosas, hygroskopisches o polvo sensible de humedad es un compuesto de hierro, azufre y oxígeno. Se diferencia del más frecuente sulfato de hierro(II) en la carga del catión, siendo este el estado más oxidado del átomo de hierro.
Sal sólida de color amarillo, cristaliza en el sistema rómbico y es soluble en agua a temperatura ambiente.

## Usos
- Se usa como mordiente antes de aplicar un colorante, y como coagulante para residuos industriales
- También se usa como pigmento colorante y en los baños de decapado para aluminio y acero.[2]
- Médicamente es usado como astringente y para lápiz estíptico.[3]

## Obtención
Se produce a gran escala por reacción de ácido sulfúrico con una solución caliente de sulfato ferroso, usando un agente oxidante (como ácido nítrico o peróxido de hidrógeno).
En las plantas de tratamiento de aguas residuales se usa como coagulante para favorecer la sedimentación de partículas en los cuerpos de agua sin depurar (formación de micro-flocs de coloración anaranjado-rojiza).